# Desirée Duijkers
Maria Desirée Francisca Gerarda Margaretha (Desirée) Duijkers (Beek, 28 juni 1953) is een voormalige vakbondsbestuurder (Abva/Kabo), politicus namens de Partij van de Arbeid en semi-professioneel kunstenaar.
Duijkers komt uit Limburg, en voltooide in Heerlen de h.b.s. Daarna ging zij studeren in Nijmegen: eerst diëtitiek aan De Schutse (1972 - 1976) en daarna sociale pedagogiek en andragogiek aan de Katholieke Universiteit Nijmegen (1978 - 1988). Hierna volgde ze de kaderopleiding bij het FNV (1988 - 1990). Vanaf 1986 tot haar Kamerlidmaatschap in 1998 is Duijkers actief bij ABVA/KABO FNV als bezoldigd bestuurslid en actief binnen diverse functies.
In 1987 werd Duijkens lid van de PvdA, en in 1989 bekleedde ze haar eerste partijpolitieke functie: gewestelijk afgevaardigde voor Den Haag en Zuid-Holland en secretaris van de lokale afdeling. In 1990 werd ze ook in de lokale gemeentepolitiek actief, als steunfractielid - onder meer op gebied van financiën.
In 1998 wordt ze gekozen in de Tweede Kamer der Staten-Generaal voor de PvdA, waar ze zich vooral bezighield met gemeentelijke herindelingen en justitie (strafvordering, gevangeniswezen, drugssmokkel). Een belangrijk onderwerp waarover zij het woord voerde, was daarnaast de integriteit in het openbaar bestuur.
- Parlement.com: vg09lljut4zd